# Ворониця (село)
Воро́ниця — село в Україні, у Івано-Франківському районі Івано-Франківської області. Входить до складу Дубовецької сільської громади. Колишній орган місцевого самоврядування — Медухівська сільська рада. Населення становить 32 особи (станом на 2001 рік). Село розташоване на сході Івано-Франківського району.

## Географія
Селом тече річка Заблоче.

## Історія

### Учасники визвольної боротьби ОУН та УПА

#### Захоплені та засуджені за участь в визвольній боротьбі
- Васильчишин Федір Михайлович, 1926 р. н., м. Рудки Львівської області, українець, освіта початкова. Проживав у с. Ворониця Галицького ра-йону, селянин. Заарештований 14.06.1945. Звинувачення: член ОУН, псевдо — Клим, кур’єр УПА. Військовим трибуналом військ НКВС Станіславської області 27.07.1945 засуджений на 15 років каторжних робіт і 5 років пораження в правах із конфіскацією майна. Реабілітований 18.05.1992.
- Підгородецький Михайло Софронович, 1902 р. н., с. Ворониця Галицького району, українець, освіта початкова. Проживав у с. Ворониця, селянин. Заарештований 13.03.1948. Звинувачення: мав зв’язок з ОУН, сприяв УПА. Станіславським обласним судом 19.06.1948 засуджений на 10 років позбавлення волі. Реабілітований 20.11.1991[4]

## Населення
Станом на 1989 рік у селі проживали 65 осіб, серед них — 33 чоловіки і 32 жінки.
За даними перепису населення 2001 року у селі проживали 32 особи. Рідною мовою назвали:
| Мова       | Кількість осіб | Відсоток |
| ---------- | -------------- | -------- |
| українська | 32             | 100 %    |